# Lituania Tilsit
Lo Sport-Club Lituania Tilsit era una società calcistica tedesca della città prussiana di Tilsit (Sovetsk, Russia).

## Storia
Il club venne fondato il 25 aprile 1907 e quattro anni dopo, nel 1911, vinse la finale del Campionato di calcio del Baltico prevalendo 4-2 sull'Ostmark Danzica. La vittoria del campionato baltico avrebbe consentito al Lituania Tilsit di prendere parte al Campionato nazionale. Tuttavia, a causa dei costi di trasporto il club prussiano si vide costretto a dare forfait nel match contro il Berliner Fußball-Club Viktoria 1889, venendo così escluso a tavolino dalla competizione. Negli anni successivi il Lituania Tilsit raggiunse sempre le fasi finali del campionato baltico senza tuttavia eguagliare il risultato del 1911.
Nel 1929 il Lituania Tilsit si fuse con un'altra squadra cittadina, lo Verein für Körperübungen Tilsit, in un nuovo sodalizio sportivo il Tilsiter SC.

## Palmares
- 1 Campionato di calcio del Baltico: 1911